# Pelagopleura verticalis
Pelagopleura verticalis är en ryggsträngsdjursart som först beskrevs av Lúcia Garcez Lohmann 1914.  Pelagopleura verticalis ingår i släktet Pelagopleura och familjen lysgroddar. Inga underarter finns listade i Catalogue of Life.